# Bothrogonia longimaculata
Bothrogonia longimaculata är en insektsart som beskrevs av Kuoh [in Chen 1992. Bothrogonia longimaculata ingår i släktet Bothrogonia och familjen dvärgstritar. Inga underarter finns listade i Catalogue of Life.